# Orobanche du sermontain
Orobanche laserpitii-sileris
Espèce
Classification phylogénétique
L'Orobanche du sermontain, ou Orobanche laserpitii-sileris, est une espèce de plante du genre Orobanche et de la famille des orobanchacées.